# Mors (submetralhadora)
Pistolet maszynowy wz. 39 Mors (Mors significa morte em latim e morsa em polonês) foi uma submetralhadora polonesa projetada por Piotr Wilniewczyc e Jan Skrzypiński entre 1936 e 1938. Ela deveria ter se tornado a submetralhadora padrão do Exército Polonês em algum momento da década de 1940. No entanto, a sua produção foi interrompida pela Invasão da Polônia em 1939 e pela Segunda Guerra Mundial.

## Projeto e história
O projeto foi geralmente modelado após a ERMA EMP-35 alemã. As características comuns das duas armas incluíam uma coronha de madeira e uma empunhadura de pistola dianteira; a diferença mais notável foi o carregador que se estendia para baixo na Mors, e não para o lado esquerdo como na ERMA. A submetralhadora deveria ser emitida para algumas unidades de infantaria, bem como para tripulações de tanques e grupos de embarque da Marinha da Polônia e trens blindados. Mais tarde, a ideia de equipar tripulações de tanques foi abandonada devido ao seu tamanho. Após extensos testes, a construção provou ser confiável e durável. A primeira série experimental de 36 foi encomendada em março de 1939 e compras adicionais foram planejadas. No entanto, até setembro de 1939, a Fabryka Karabinów em Varsóvia produziu apenas 39, sendo 3 delas os protótipos (no entanto, algumas fontes afirmam que até 52 foram fabricadas). Após o início das hostilidades, todas foram entregues ao 3º Batalhão de Fuzileiros, que as utilizou durante a batalha por Varsóvia, e à companhia de estado-maior da 39ª Divisão de Infantaria.
Apenas 4 submetralhadoras incompletas sobreviveram: uma no Museu do Exército Polonês em Varsóvia (nº 38, adquirida da União Soviética em 1983), duas na Rússia (nº 19 em Petersburgo e nº 39 em Moscou) e uma no museu de Budapeste, desde 2013 emprestada ao Museu das Forças Terrestres em Bydgoszcz.